# Gustaf Ekström
Hilding Gustaf Sigvard Ekström, född 9 oktober 1907 i Hedvig Eleonora församling i Stockholm, död 16 juli 1995 i Sankt Hans församling i Lund, var en svensk kemist och under andra världskriget frivillig i tyska Waffen-SS. År 1988 var han med i bildandet av Sverigedemokraterna.

## Biografi
Gustaf Ekström var son till gymnastikdirektör Johan Gottfrid Samuel Ekström från Undersvik i hans äktenskap med Hilda Katarina Mickelsson från Färila, sedan 1899 bosatta i Stockholm. Efter parets skilsmässa och sonens födelse flyttade Ekströms mor till Lindesberg med sin syster och sin son. 
År 1926 gick Ekström med i SFKO, Sveriges fascistiska kamporganisation. Han utbildade sig till ingenjör och flyttade 1929 till New Jersey i USA, där han arbetade vid ett oljeraffinaderi. År 1932 återkom han till Sverige efter att ha arbetat som matros. Ekström anslöt sig 1932 till Svenska Nationalsocialistiska Partiet (SNSP) under Birger Furugårds ledning och följde sedan 1933 med till det av Sven Olov Lindholm bildade Svensk Socialistisk Samling (SSS). I oktober 1936 blev han förbundssekreterare i Nordisk Ungdom. Han anmälde sig som frivillig till Waffen-SS 1941 och tjänstgjorde i 11. SS-Freiwilligen-Panzergrenadier-Division "Nordland". Han uppnådde graden SS-Rottenführer och tjänstgjorde åren 1941–1943 vid SS-Hauptamt i Berlin, där han bland annat översatte svenska tidningsartiklar till tyska för nazisternas behov. I slutet av kriget lyckades han ta sig hem till Sverige igen med hjälp av Röda korsets Vita bussar. Om han hade blivit kvar hade han som frivillig i Waffen-SS kunnat bli gripen, internerad och förhörd av den amerikanska ockupationsmakten.
Efter andra världskriget återvände han till Tyskland, vidareutbildade sig och doktorerade i kemi. Han arbetade sedan i Tyskland fram till sin pension, då han återvände till Sverige. År 1988, vid 81 års ålder, var han med och grundade Sverigedemokraternas lokalavdelning i Malmö där han valdes till revisor. Året efter valdes han även till revisor för partistyrelsen.
Ekström var ogift och hade inga barn.
Han är gravsatt på kyrkogården i Färila.